# HINT1
HINT1 (англ. Histidine triad nucleotide binding protein 1) – білок, який кодується однойменним геном, розташованим у людей на короткому плечі 5-ї хромосоми.  Довжина поліпептидного ланцюга білка становить 126 амінокислот, а молекулярна маса — 13 802.
| 10         |  | 20         |  | 30         |  | 40         |  | 50         |
| ---------- |  | ---------- |  | ---------- |  | ---------- |  | ---------- |
| MADEIAKAQV |  | ARPGGDTIFG |  | KIIRKEIPAK |  | IIFEDDRCLA |  | FHDISPQAPT |
| HFLVIPKKHI |  | SQISVAEDDD |  | ESLLGHLMIV |  | GKKCAADLGL |  | NKGYRMVVNE |
| GSDGGQSVYH |  | VHLHVLGGRQ |  | MHWPPG     |  |            |  |            |

A: Аланін

C: Цистеїн

D: Аспарагінова кислота

E: Глутамінова кислота

F: Фенілаланін

G: Гліцин

H: Гістидин

I: Ізолейцин

K: Лізин

L: Лейцин

M: Метіонін

N: Аспарагін

P: Пролін

Q: Глутамін

R: Аргінін

S: Серин

T: Треонін

V: Валін

W: Триптофан

Кодований геном білок за функцією належить до гідролаз. 
Задіяний у таких біологічних процесах як апоптоз, транскрипція, регуляція транскрипції. 
Білок має сайт для зв'язування з нуклеотидами. 
Локалізований у цитоплазмі, ядрі.